# Иванищев, Борис Анатольевич
Борис Анатольевич Иванищев (род. 14 марта 1965, Петропавловск, КазССР) — казахстанский хоккеист. Президент казахстанского хоккейного клуба «Барыс».

## Биография
Родился 14 марта 1965 года в Петропавловске. Окончил Карагандинский государственный университет имени Е. А. Букетова по специальности «Физическое воспитание и спорт». Дополнительное образование получил на кафедре хоккея Национального государственного университета физической культуры, спорта и здоровья имени П. Ф. Лесгафта в Санкт-Петербурге.
Спортивную карьеру начал в 1990 году в качестве нападающего хоккейной команды «Строитель» (Темиртау). Позднее играл за хоккейный клуб «Булат».
В 2002 году перешел в состав хоккейного клуба «Казахмыс» (Караганда). Начиная с 2004 года, после завершения карьеры игрока, входил в тренерский штаб и являлся ассистентом генерального менеджера ХК «Казахмыс».
С 2006 года работал вице-президентом, а в мае 2018 года назначен президентом хоккейного клуба «Барыс» (Нур-Султан).